# ئی‌ام‌دی جی‌ای۱۸ال‌سی-۲
ئی‌ام‌دی جی‌ای۱۸ال‌سی-۲ (انگلیسی: EMD GT18LC-۲) یک لوکوموتیو دیزلی ساخت شرکت الکترو-موتیو دیزل است.
این لوکوموتیو دارای توان خروجی ۱٬۵۰۰ اسب بخار و ۱۰۷ کیلومتر بر ساعت سرعت نهایی بوده است.